# Abú Hámid al-Gharnátí
Abu Hamid al-Gharnati (arabsky أبو حامد الغرناطي, narozen 1080 Al-Andalus, Andalusie, Španělsko – 1170 Damašek, Sýrie) byl arabský cestovatel a zeměpisec, původem z Granady. Procestoval velkou část Ruska a Střední Asie.

## Popis cesty
V roce 1114 se vydal na cesty, nejprve cestoval po arabském a islámském světě. V roce 1131 se vydal na sever postupoval přes Kavkaz podél Kaspického moře k řece Volze. Po ní postupoval k soutoku s Kamou do Bulgaru, kde shromáždil zprávy o místním obyvatelstvu jako byli Udmurtové, Vepsové, Jugrechtové. Podnikal cesty k Aralskému jezeru a do Chorezmu. Roku 1150 cestoval po Volze do Kyjeva a přes Karpaty dospěl do Uher. Zde pobýval a také se zde oženil. V roce 1153 se vrátil do Iráku a konec života strávil v Damašku.
Je autorem kosmografie „Dar srdcím“ (Tuhfat al-albáb), v níž jsou údaje z cest a také cestopisu „Jasný výklad o některých podivuhodnostech Západu“, který popisuje cesty ve východní a střední Evropě. Další zprávy jsou zejména o Kavkaze, Povolží a Uhrách.